# Tim's House
Tim's house es el segundo disco de Kate Walsh. Fue publicado en 2007. El nombre se debe a que el estudió de grabación fue un dormitorio de la casa de su amigo productor "Tim" insonorizado con unas cortinas de terciopelo. Rápidamente se hizo el N.º 1 en el UK iTunes Store, e iTunes se ofreció a venderlo y alcanzó el número 1 en las listas de folk de varios países de Europa.

## Canciones
01. Your Song [4.11]

02. Talk of the town [5.12]

03. Is this it [3.58]

04. Don't break my heart [3.25]

05. Betty [5.11]

06. Bury my head [3.55]

07. French song [3.21]

08. Tonight [3.47]

09. Goldfish [3.58]

10. Fireworks [3.27]

- Datos: Q6146950